# Omega-naka Iwa
Der Omega-naka Iwa (Transkription von japanisch オメガ中岩 ‚Mittlerer Omega-Felsen‘) ist eine Felsformation an der Kronprinz-Olav-Küste im ostantarktischen Königin-Maud-Land. Er ragt im Zentrum des Kap Omega auf.
Japanische Wissenschaftler untersuchten und benannten ihn 1977.